# Du Yuming
Du Yuming (chiń. 杜聿明; pinyin Dù Yùmíng; Wade-Giles Tu Yü-ming; ur. 28 listopada 1904 w Yulin, zm. 7 maja 1981 w Pekinie) – chiński generał porucznik, bliski współpracownik Czang Kaj-szeka.

## Życiorys
Urodził się we wsi Mizhi (obecnie w granicach (Yulin (Shaanxi)) w rodzinie bogatych posiadaczy ziemskich popierających ruch republikański. Rozpoczął studia na Uniwersytecie Pekińskim, które jednak przerwał w 1924 roku by wstąpić do Akademii Whampoa. W tym samym roku został członkiem Kuomintangu. Brał udział w ekspedycji północnej. W trakcie wojny chińsko-japońskiej (1937-1945) przebywał na przełomie 1941 i 1942 roku w Birmie, gdzie walczył pod dowództwem Josepha Stilwella.
Po wznowieniu w 1946 roku chińskiej wojny domowej początkowo walczył dla Kuomintangu na terenie Mandżurii. Pokonany przez Lin Biao, zdołał ewakuować się poprzez port w Yingkou na południe. W trakcie kampanii Huaihai w 1948 roku poniósł całkowitą klęskę w bitwie pod Xuzhou. Schwytany przez komunistów, został uznany za zbrodniarza wojennego i osadzony w więzieniu. Zwolniony na mocy amnestii w 1959 roku, dwa lata później został wybrany deputowanym Ludowej Politycznej Konferencji Konsultatywnej Chin. Zmarł w Pekinie.